# سارا شودري
سارا شودري (بالإنجليزية: Saara Chaudry)‏ (من مواليد 7 يونيو 2004 في تورونتو، كندا) هي ممثلة كندية. اشتهرت بأدائها في فيلم المعيلة ، والتي فازت فيه بجائزة أكترا [الإنجليزية] لأفضل أداء صوتي  وكانت في الدور النهائي عن التمثيل الصوتي في إنتاج روائي طويل في حفل توزيع جوائز آني الخامسة والأربعون [الإنجليزية] ،  و لعنة كلارا: قصة عطلة [الإنجليزية] ، والتي كانت مرشحة لجائزة الشاشة الكندية [الإنجليزية] في القائمة المختصرة لأفضل أداء في برنامج أو مسلسل تلفزيوني متحرك في حفل توزيع جوائز الشاشة الكندية الخامسة [الإنجليزية] . كما ظهرت في المسلسل التلفزيوني مستشفى القتال [الإنجليزية] و دغراسي: الجيل التالي وفريق الغرائب و ماكس اند شريد [الإنجليزية] و دينو دانا [الإنجليزية].

## روابط خارجية
- سارا شودري على موقع IMDb (الإنجليزية)
- سارا شودري على موقع ميوزك برينز (الإنجليزية)